# Rubin Carter
Rubin Carter, přezdívaný Hurricane (6. května 1937 – 20. dubna 2014), byl americký boxer, který strávil dvaadvacet let ve vězení po neoprávněném odsouzení za vraždu. Byl odsouzen kompletně belošskou porotou a později se stal symbolem rasové nespravedlnosti.

## Život

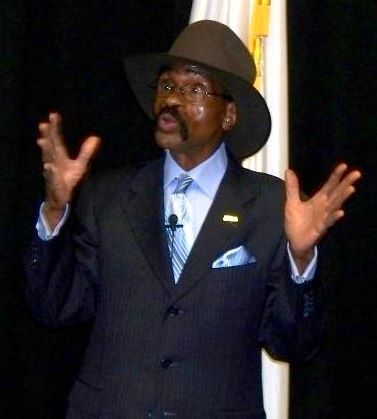
Rubin Carter roku 2011

Narodil se jako čtvrtý ze sedmi dětí v Cliftonu v New Jersey. Roku 1961 zahájil boxerskou kariéru ve střední váze. V červnu 1966 byli v Patersonu v New Jersey zastřeleni dva muži a jedna žena. Carter, který měl již zápis v trestním rejstříku za několik přepadení, byl z vraždy obviněn a odsouzen na doživotí. Během svého pobytu ve vězení napsal autobiografii nazvanou The Sixteenth Round: From Number 1 Contender to #45472, která se později dostala do rukou písničkářovi Bobu Dylanovi. Ten Cartera ve vězení navštívil a nedlouho poté o něm napsal píseň „Hurricane“. Přestože byl Carterův případ v roce 1976 přezkoumán, Carter byl opět odsouzen na doživotí. K dalšímu přezkoumání došlo roku 1985, kdy byl Carter propuštěn. Zemřel na karcinom prostaty ve věku šestasedmdesáti let v Torontu. Ve filmu Hurikán v ringu z roku 1999 jej hrál Denzel Washington.